# Sten Sandell
Nils Sten Hugo Sandell, född 30 juli 1918 i Malmö, död 12 juli 1984 i Enebyberg, var en svensk advokat. 
Sandell, som var son till rådman Hugo Sandell och Ester Stenmarck, avlade studentexamen i Helsingborg 1937 och blev juris kandidat vid Lunds universitet 1942, Han anställdes hos Höganäs-Billesholms AB 1945, blev ombudsman hos Skånska Cement AB i Malmö 1946, ekonomidirektör där 1961, direktör hos Investment AB Borgen 1962 och drev egen advokatbyrå från 1962. Han blev ordförande i AB Tabougnar 1962, AB Lambdabetong 1963, AB A. Scholander & Co 1965, AB Einar Willumsen 1965, MAB och MYA AB 1966, Nordisk Philpetrol AB 1966, vice ordförande i Frode Lund AB 1963, Lundbolagen i Malmö AB 1963, AB Åsbrink & Co 1966, styrelseledamot i bland annat AB Elementhus 1960–1962, AB Stadex 1964, AB Företagsfinans 1965, Svenska polystyrenfabriken AB 1966 och revisor i Skånska Cement AB och AB Iföverken 1966. Han blev ledamot av Malmö stads byggnadsnämnd som representant för högern 1961 och var vice ordförande där 1968–1970.